# Helmut Lang
Pour les articles homonymes, voir Lang.
Helmut Lang est un créateur de mode autrichien pour hommes et femmes, né à Vienne en 1956, où il ouvre une boutique en 1986.

## Biographie
Helmut Lang est d'abord banquier. Autodidacte, il débute la mode à Vienne à l'âge de 23 ans avant d'ouvrir sa première boutique vendant ses propres créations. Il présente sa première collection en 1986 puis sa marque. Pour sa collection printemps-été 1991, il présente des robes en papier, jetables ; deux ans plus tard, il montre un costume masculin en cuir synthétique changeant de couleurs en fonction de la température corporelle. Chose rare pour une entreprise de mode, il quitte Paris et part à New York en 1997 où il rencontre un grand succès commercial,. L'année suivante, abandonnant le principe des semaines de la mode, il devient précurseur dans certains domaines, comme diffuser ses défilés exclusivement sur internet (collection 1998), faire de la publicité dans National Geographic et Artforum, ou collaborer avec des artistes. Durant sa carrière, il collabore avec les artistes Jenny Holzer ou Louise Bourgeois. En 1999, audacieux, il présente sa collection en avance du calendrier officiel, améliorant ainsi sa visibilité.  
Cette même année 1999, il vend 51 % de sa société au Prada Group afin de se focaliser uniquement sur la création de ses vêtements. Sa maison souffrira de la volonté de ce dernier de concentrer ses activités sur les seules marques Prada et Miu Miu. En décembre 2004, Prada annonce qu'il n'y aura plus de « Séances de Travail » masculine. Entre-temps, les présentations des collections retournent à Paris. Helmut Lang quitte l'entreprise qu'il a fondée en 2005. Les boutiques fermeront une à une, dont son flagship du Faubourg St Honoré. En mars 2006, Prada vend la marque Helmut Lang, un mois après Jil Sander, au holding japonais Link Theory. Bien que ce dernier ait annoncé que Helmut Lang était libre de revenir dessiner ses collections, celui-ci ne s'est pas, depuis lors, manifesté. 
Il a totalement disparu du paysage de la mode, se consacrant à la sculpture. La direction artistique est confiée en 2006 au couple Nicole et Michael Colovos. Malgré tout, le directeur de la marque, Andrew Rosen, tente de relancer celle-ci en 2016 et embauche pour cela Isabella Burley, du magazine britannique Dazed. Celle-ci conçoit des collections capsules avec plusieurs créateurs, comme celle remarquée de Shayne Oliver, directeur artistique pour la marque new-yorkaise Hood By Air (en),,.

## Influences
C'est en pionnier de la mode qu'il fera défiler hommes et femmes ensemble sur les podiums (durant ses « Séances de Travail » discrètes et prisées). Helmut Lang est également l'un des premiers à créer des vêtements d'apparence androgyne (ou plus exactement asexués) qui influenceront bon nombre de créateurs a posteriori, devenant dans les décennies suivantes une référence. Réputé pour soigner les détails, il utilise les matières métalliques, créé des vêtements à partir d'accessoires de mode et autres matières non conventionnelles. Il utilise une palette extrêmement réduite de teintes, beige, blanc ou noir. Il est aussi connu comme étant l'initiateur de la tendance des jeans « travaillés » (il les couvrira de jets de peinture, ou les enduira). Avec une mode « austère », des silhouettes très simples, il est alors une figure de proue du minimalisme,,,, du modernisme, et du « non-logo » émanant du mouvement Anti-fashion du début des années 1990 : il reste d'ailleurs un créateur « culte » de cette époque, représentatif de diverses tendances. Pour le côté conceptuel de ses créations, il est parfois comparé aux créateurs japonais Yohji Yamamoto ou Rei Kawakubo, bien qu'il réalise une mode plus facile à porter et sans réel point commun stylistique.